# Bretter, die die Welt bedeuten (1935)
Bretter, die die Welt bedeuten ist ein 1934 entstandener österreichischer Spielfilm von Kurt Gerron mit den beiden aus Deutschland geflohenen Starkomikern Szöke Szakall und Otto Wallburg in den Hauptrollen. Weitere Hauptrollen übernahmen Ernst Arndt und Hans Homma.

## Handlung
Die beiden Fabrikanten Seiffert und Rainer sind zwei alte Hasen in ihrem Gewerbe. Sie sind beide im Textilgewerbe tätig und wollen ihre Firmen zusammenlegen, um nicht nur mehr Geld zu scheffeln, sondern auch die Synergieeffekte optimal nutzen zu können. Damit auch für die nächsten Generationen gesichert ist, dass das Firmenkonglomerat im Familienbesitz bleibt, befinden die beiden Patriarchen, dass doch praktischerweise auch beider Nachkommen – Seifferts Nichte Katja, die eine patente Mitarbeiterin in seiner Firma ist, und Rainers Sohn Paul – heiraten sollten. Doch da haben die beiden die Rechnung ohne Wirt Paul gemacht, denn der ist alles andere als begeistert. Er steht vielmehr auf Schauspielerinnen – aber nicht deshalb, weil er die hohe Kunst so sehr liebt, sondern vielmehr, weil er seine Verbindungen zu ihnen stets im Ungefähren lassen kann. Weder die jungen Damen der schönen Künste noch er selbst sind auf feste Beziehungen, geschweige denn auf eine Ehe erpicht. Und so geht Paul geflissentlich einer Begegnung mit Katja Seiffert aus dem Weg – sehr zum Unwillen seines Vaters.
Katja zeigt sich da sehr viel weniger abgeneigt, da sie ihren Gatten in spe erstmals bei den geschäftlichen Fusionsverhandlungen zwischen ihrem Onkel und Paul beobachten kann. Paul weiß nicht, dass die junge Dame die Nichte Seifferts ist. Einer privaten Fusion mit dem schmucken, jungen Mann steht sie jedenfalls nicht ablehnend gegenüber. Und so greift sie zu einer List. Da Paul nur auf Frauen steht, die auf Brettern, die die Welt bedeuten, schauspielern oder singen, wärmt Katja ihr einst abgebrochenes Gesangsstudium wieder auf und lässt sich soweit fortbilden, bis sie schließlich „bühnentauglich“ ist. Theateragent Traeger kann ihr schließlich sogar ein Engagement am Theater des kleinen Nests Graflingen verschaffen. Der Bürgermeister der Stadt gibt einen Empfang, zu dem auch die Bühnenkünstler geladen werden, und so trifft es sich, dass sich nun Paul Rainer und Katja endlich leibhaftig kennen lernen. Beide finden rasch Gefallen aneinander und verbringen schließlich den gesamten Abend miteinander.
Im Mittelpunkt der Nebenhandlung steht der teddybärhafte Kommis Franz Novak, der in Diensten der resoluten Delikatessenhändlerin Frau Mayer steht und zu Beginn der Geschichte durch die Belieferung des Hauses Seiffert mit zwei Hasen für reichlich Durcheinander gesorgt hatte. Seine Chefin hatte ihn wegen diverser Verfehlungen schließlich gefeuert, und so klagt der Mann lauthals sein Leid der Köchin Hansi, der sein Herz gehört. Das melodramatische Wehgeschrei bekommt per Zufall Theaterdirektor Petermann mit, der unbedingt mal wieder ein klassisches, dramatisches Stück aufführen will und dafür eine talentierte Neubesetzung sucht. Er findet, dass sich Novak sehr gut für Shakespeares „Julius Caesar“ eignen würde, doch Novak erweist sich als schwierig. Er will nicht in einem Klassiker auftreten, sondern lieber etwas Modernes. Und so lässt ihn Petermann einen Kapitän spielen. Doch Petermanns Gespür hat gewaltig getrogen: Der Kommis ist völlig untalentiert, und die Premiere wird ein totaler Reinfall. Deshalb zahlt der Theaterdirektor Novak freiwillig eine ganze Jahresgage, wenn der im Gegenzug dafür verspricht, nie mehr auf einer Bühne aufzutreten. So haben beide etwas davon, denn Novak kann mit dem Geld fürs Nichtstun Frau Mayer das Delikatessengeschäft abkaufen und überdies seine Hansi heiraten. Auch Paul und Katja finden schließlich zueinander, nachdem der Fusionsvertrag abgeschlossen wurde und beide jungen Leute über ihre Liebe zum Theater auch privat zueinander gefunden haben.

## Produktionsnotizen und Wissenswertes
Bretter, die die Welt bedeuten entstand 1934 in den Tobis-Sascha-Ateliers in Wien-Sievering und Wien-Rosenhügel und wurde am 1. Februar 1935 in der österreichischen Hauptstadt uraufgeführt. Massenstart war am 22. Februar 1935. Angesichts der starken jüdischen Beteiligung (u. a. Regisseur Gerron, Hauptdarsteller Szakall, Wallburg und Arndt sowie Komponist Paul Abraham) wurde der Film in Hitler-Deutschland nicht herausgebracht.
Die Filmbauten entwarf Artur Berger, den Ton übernahm Herbert Janeczka. Arthur Gottlein assistierte Regisseur Gerron.

## Musik
Folgende Musiktitel Paul Abrahams wurden gespielt:
- Ich haß’ Dich und ich lieb’ Dich!
- Ich möchte heut’ irgendwas Großes!
- Was ich mach’, geht leider schief!

Der Komponist übernahm auch die musikalische Leitung. Die Liedtexte verfasste Fritz Rotter. Diese Titel erschienen im Wiener Sirius-Musikverlag.

## Kritiken
Paimann’s Filmlisten resümierte: „Amüsantes Filmgeschehen, wenig eigentliche Handlung, die nicht sofort auf Touren kommt. Nur Anlaß zum Einsatz der Komiker, deren Persönliches den Film trägt. Die Regie hat Geschmack, nette Einfälle, holt aus einzelnen Situationen viel heraus, bewahrt das Ensemble vor Übertreibungen.“
Auf film.at heißt es: „Von durchschnittlicher Lustspielkost hebt sich der Film durch das Komikerduo Szakall-Wallburg ab: Unvergesslich die Szene, in welcher der verzweifelte Theaterdirektor (Wallburg) mit wachsender Beunruhigung seiner gänzlich untalentierten »Neuentdeckung« – dem Laufburschen Novak (Szakall) – die hohe Kunst Shakespeares beizubringen versucht ...“